# 瀧田輝己
瀧田輝己（たきた てるみ、1948年 - ）は、日本の会計学者。同志社大学名誉教授。
武蔵高等学校を卒業後、1972年慶應義塾大学商学部卒、1978年同大学院博士課程満期退学、1993年「日本的監査の社会学的考察」で商学博士。京都産業大学経営学部助教授、同志社大学商学部助教授、教授。2016年定年となり、名誉教授。公認会計士・税理士。

## 著書
- 『監査構造論 会計における違反性と時間概念の研究』千倉書房 1990
- 『監査機能論 日本的監査の社会学的考察』千倉書房 1992
- 『財務諸表論 総論』千倉書房 1995
- 『財務諸表論 各論』千倉書房 1996
- 『簿記学』同文舘出版 2002
- 『体系監査論』中央経済社 2014
- 『財務会計論』税務経理協会 2015

### 編著
- 『複式簿記 根本原則の研究』編著 白桃書房 2007
- 『複式簿記入門』編著 吉岡一郎,田口聡志,松脇昌美,矢部孝太郎,原田保秀著 税務経理協会 2008

### 翻訳
- L.A.ポネモン,D.R.L.ガブハート『会計士の倫理と推論』松脇昌美,草野真樹,吉岡一郎,中村映美共訳 税務経理協会 1999
- ジェームス・C.ガー『会計倫理』同文舘出版 2005

### 記念論文集
- 『社会規範としての会計』瀧田輝己先生還暦記念論文集編集委員会編 千倉書房 2008

## 論文
- ＜瀧田輝己